# 黒薔薇VS黒薔薇II
『黒薔薇VS黒薔薇II』（原題: 玫瑰玫瑰我愛你、英題: Rose Rose I Love You）は1993年に製作された香港映画。
日本では劇場未公開であったが、2007年に前作の『黒薔薇VS黒薔薇』がDVD化される際、同時にDVDリリースされた。

## スタッフ
- 監督：ジャッキー・パン
- 製作：ジェフ・ラウ
- 音楽：ローウェル・ロー
- 撮影：チャン・ユンガイ

## 出演
- レオン・カーフェイ - 呂奇（ロイケイ）
- カリーナ・ラウ - 陳寶珠（チャン）（白バラ）
- ケニー・ビー - 梁醒波（ポー）
- サイモン・ヤム - 麥基（マック）
- ヴェロニカ・イップ - 美麗（メリー）（黒バラ）

## DVD
- 2007年2月7日に、キングレコードから日本版DVDが発売された。

## 関連作品
- 黒薔薇VS黒薔薇（92黑玫瑰對黑玫瑰） - 本作の前編にあたるが、レオン・カーフェイ演ずるロイケイ刑事が登場し、前作のパロディ場面がある以外には、特につながりはなくそれ以外のキャストも異なる。